# Marij Kogoj (tenorist)
Marij Kogoj, slovenski tenorist, * 1919, Ljubljana, † 13. maj 1995.
S petjem, na katerega ga je navajal že oče, skladatelj Marij Kogoj, se je začel ukvarjati v osnovni šoli. Leta 1946 se je vpisal na oddelek za solopetje Akademije za glasbo v Ljubljani. Pel je v Akademskem pevskem zboru, Radijskem komornem zboru in v zboru Slovenske filharmonije. Vrhunec umetniškega ustvarjanja je dosegel kot ustanovni član Slovenskega okteta, v katerem je pel v letih od 1951 do 1966.

## Vir
- Slovenski oktet, Nekdanji pevci, Marij Kogoj (tenorist) Arhivirano 2012-02-12 na Wayback Machine.